# Cáp quang

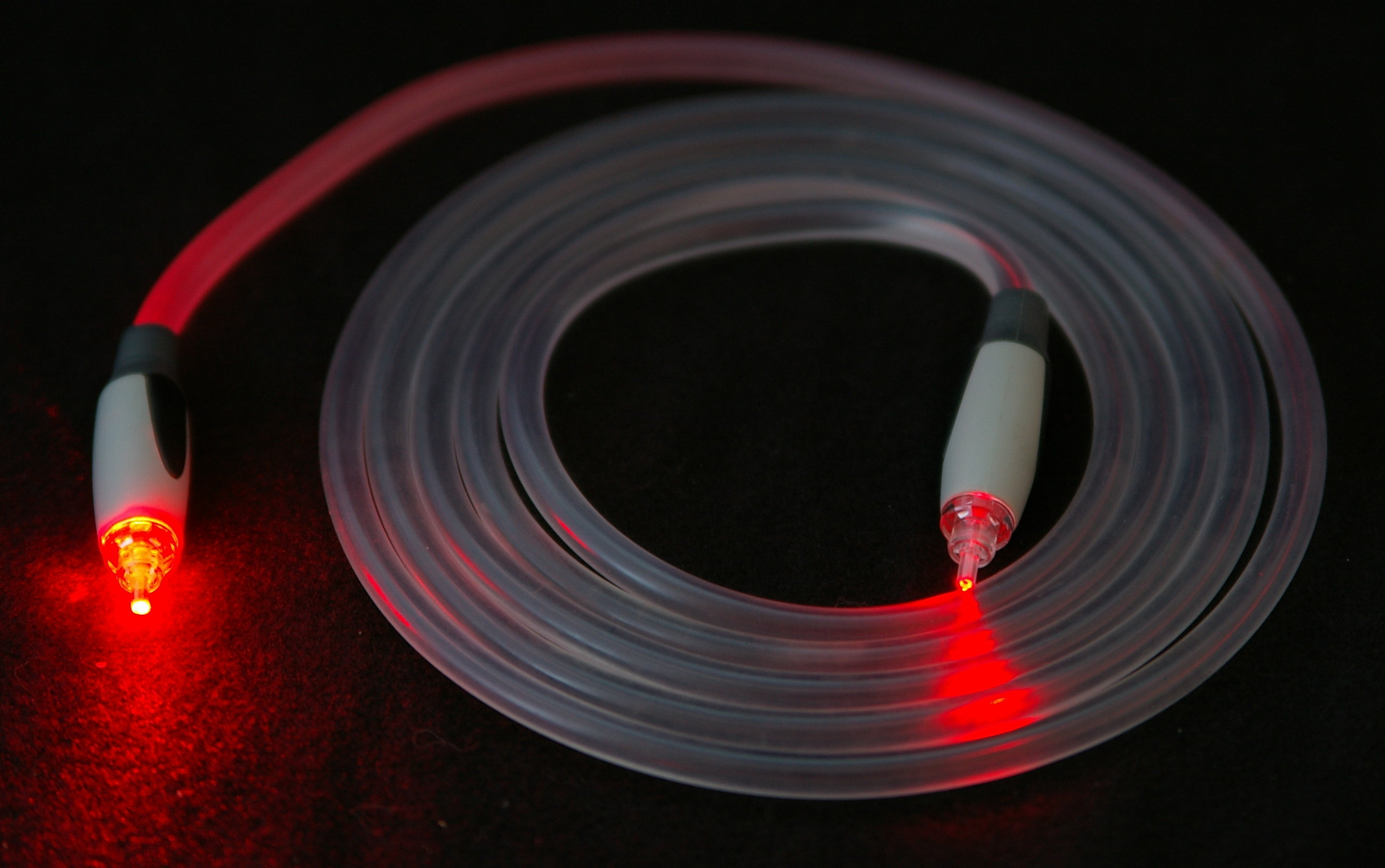
Cáp quang TOSLINK có vỏ bọc trong suốt. Những loại cáp này chủ yếu được sử dụng để kết nối âm thanh kỹ thuật số giữa các thiết bị.

Cáp sợi quang, còn được gọi là cáp quang, là một cụm tương tự như cáp điện nhưng chứa một hoặc nhiều sợi quang được sử dụng để truyền ánh sáng. Các thành phần sợi quang thường được phủ riêng lẻ bằng các lớp nhựa và được chứa trong một ống bảo vệ phù hợp với môi trường nơi cáp được sử dụng. Các loại cáp khác nhau được sử dụng cho truyền thông sợi quang trong các ứng dụng khác nhau, ví dụ như viễn thông đường dài hoặc cung cấp kết nối dữ liệu tốc độ cao giữa các phần khác nhau của tòa nhà.

## Thiết kế

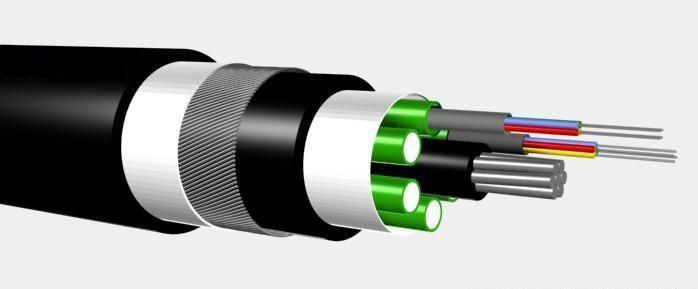
Cáp nhiều sợi

Sợi quang bao gồm lõi và lớp vỏ, được chọn để phản xạ toàn phần do sự khác biệt về chiết suất giữa hai lớp này. Trong các sợi quang thực tế, lớp vỏ thường được phủ một lớp polyme acrylate hoặc polyimide. Lớp phủ này bảo vệ sợi quang khỏi bị hư hỏng nhưng không góp phần vào các đặc tính của ống dẫn sóng quang. Sau đó, các sợi quang được phủ riêng lẻ (hoặc các sợi quang được tạo thành dạng ruy băng hoặc bó) có lớp đệm nhựa cứng hoặc ống lõi được đùn xung quanh chúng để tạo thành lõi cáp. Một số lớp vỏ bảo vệ, tùy thuộc vào ứng dụng, được thêm vào để tạo thành cáp. Các cụm sợi quang cứng đôi khi đặt kính hấp thụ ánh sáng ("tối") giữa các sợi quang để ngăn ánh sáng rò rỉ từ một sợi quang đi vào sợi quang khác. Điều này làm giảm nhiễu xuyên âm giữa các sợi quang hoặc làm giảm hiện tượng lóa sáng trong các ứng dụng chụp ảnh bó sợi quang.

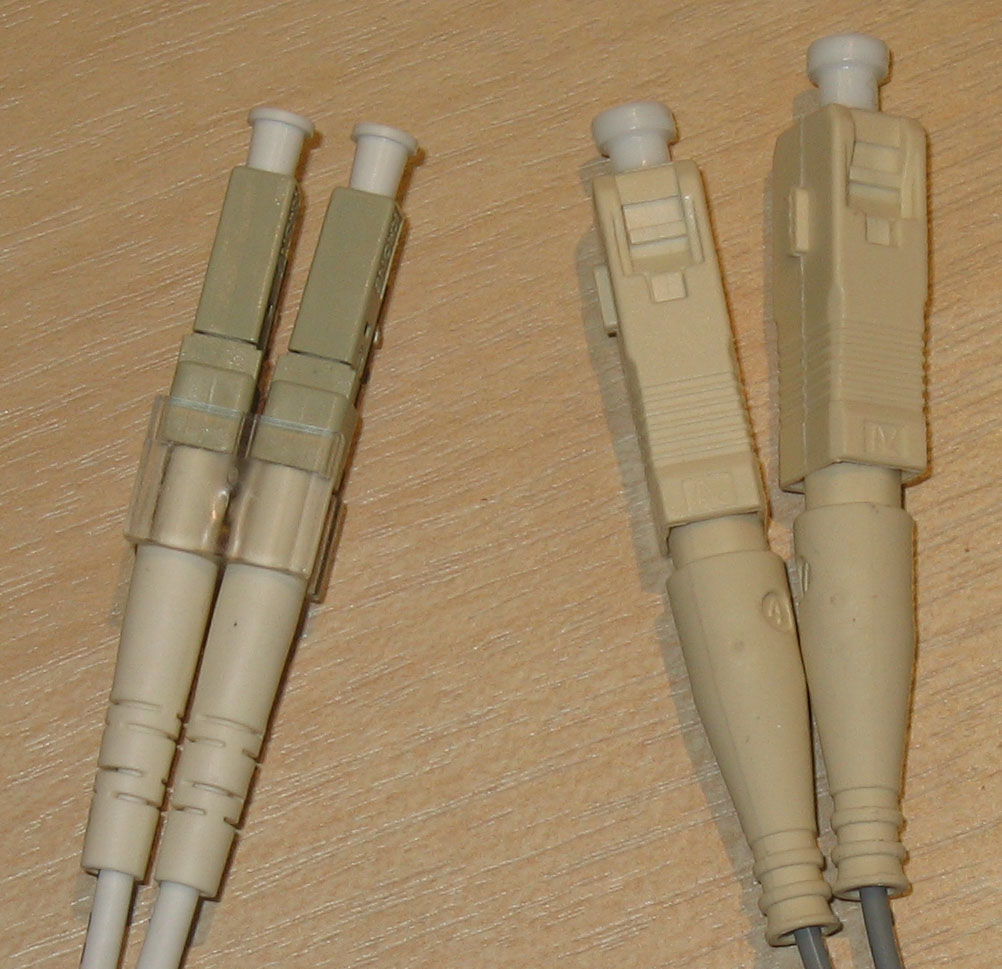
Trái: Đầu nối LC/PC Phải: Đầu nối SC/PCCả bốn đầu nối đều có nắp màu trắng che các đầu nối.

For indoor applications, the jacketed fiber is generally enclosed, together with a bundle of flexible fibrous polymer strength members like aramid (e.g. Twaron hoặc Kevlar), in a lightweight plastic cover to form a simple cable. Each end of the cable may be terminated with a specialized optical fiber connector to allow it to be easily connected and disconnected from transmitting and receiving equipment.

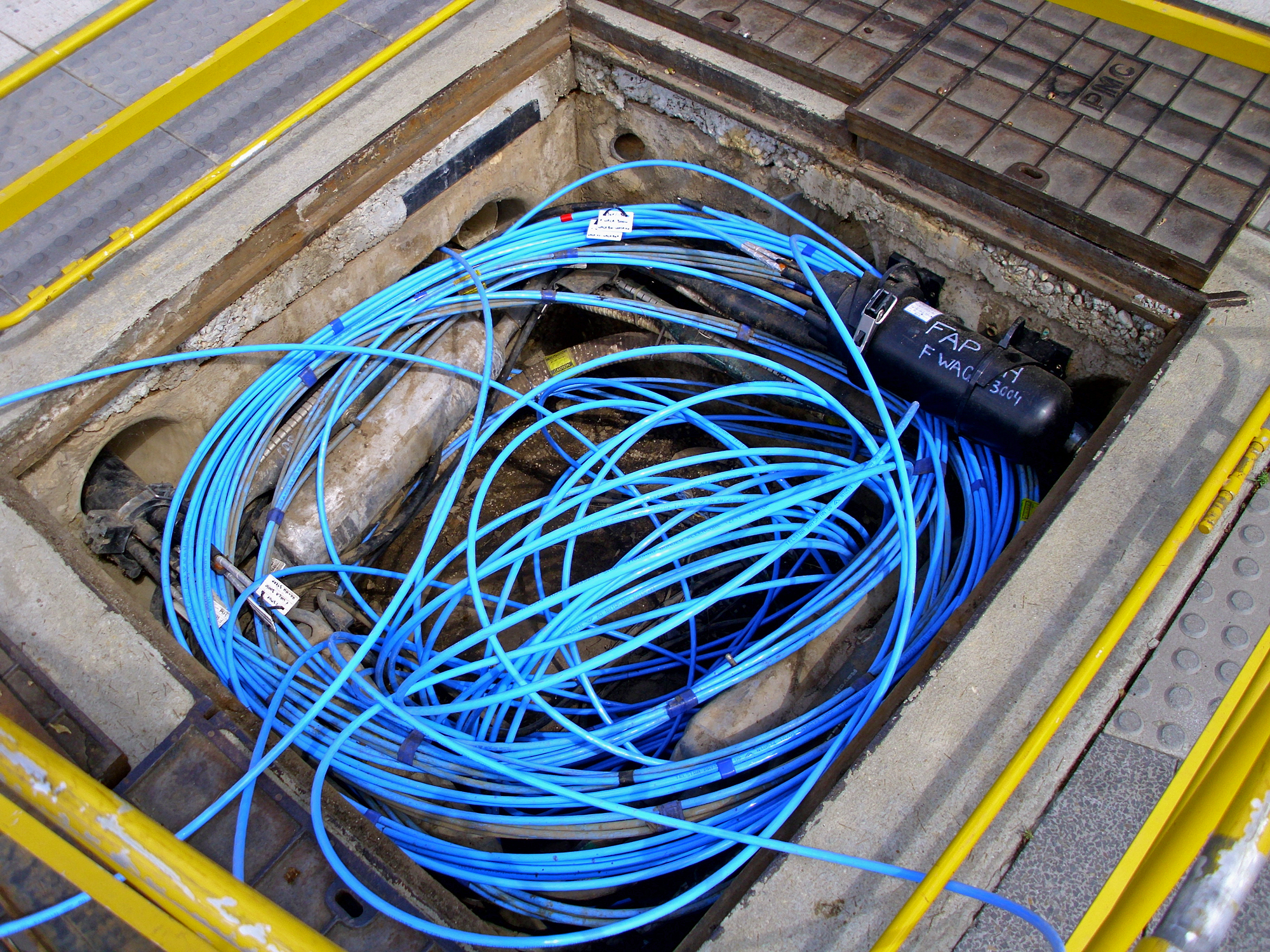
Cáp quang trong hố Telstra

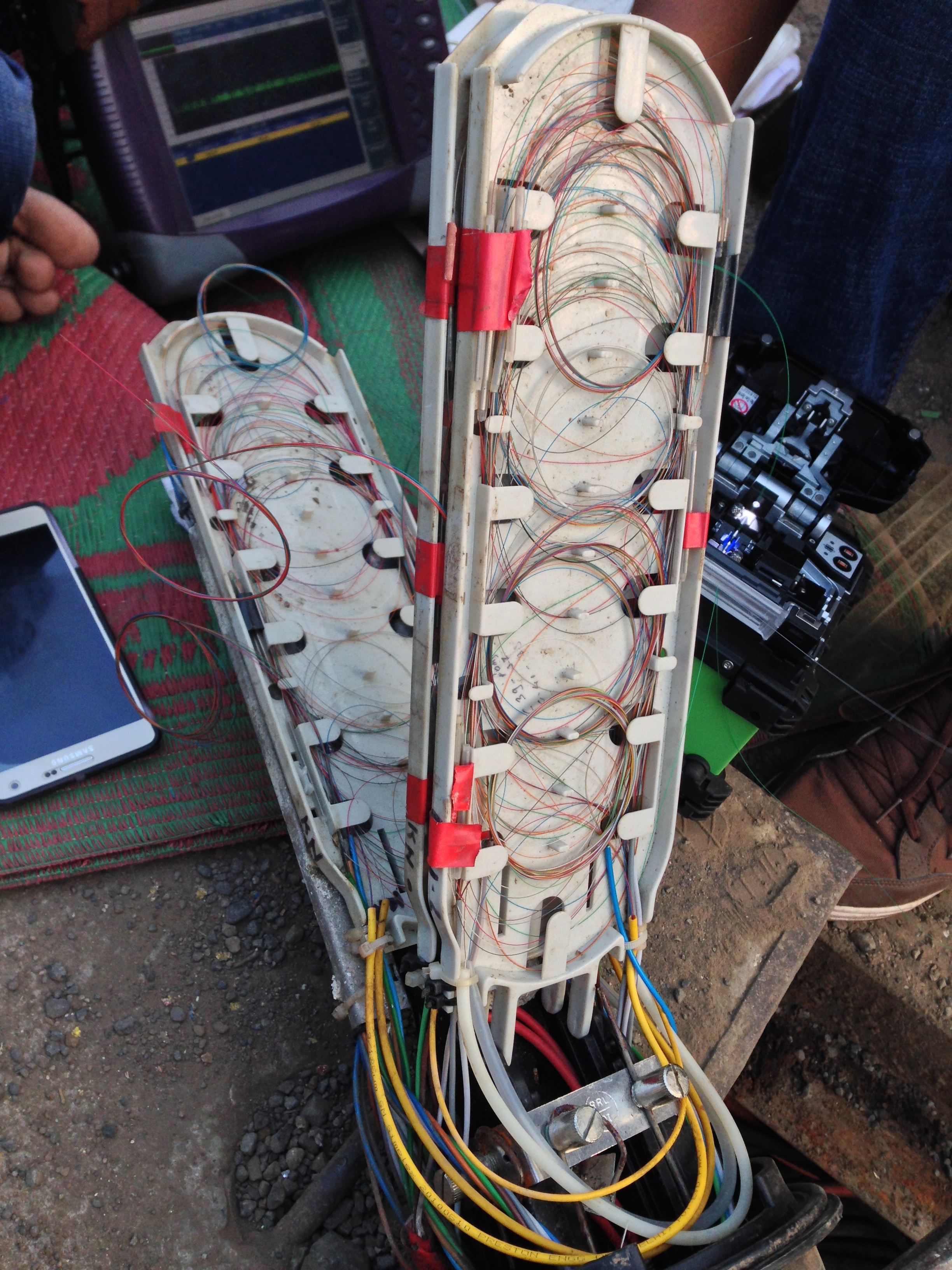
Investigating a fault in a fiber cable junction box. The individual fiber cable strands within the junction box are visible.

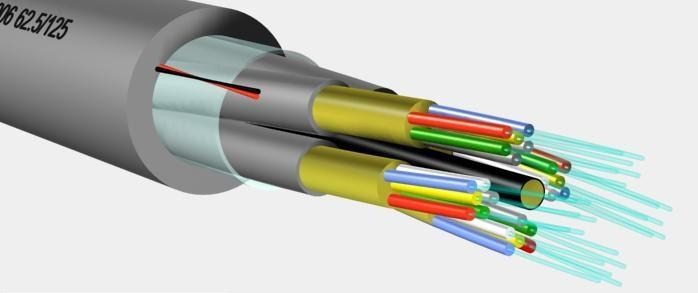
An optical fiber breakout cable

## Nguyên lý hoạt động
Cáp quang là một công nghệ truyền dẫn thông tin dựa trên việc dẫn truyền ánh sáng qua sợi quang học, được làm từ thủy tinh hoặc các polyme trong suốt. Nguyên lý hoạt động của cáp quang dựa trên hiện tượng phản xạ toàn phần, cho phép ánh sáng được dẫn truyền đi xa mà không bị mất mát đáng kể về năng lượng. Trong một sợi cáp quang, ánh sáng được phát từ một nguồn phát ánh sáng, thường là một LED hoặc laser, sau đó đi qua lõi của sợi quang. Lõi này được bao quanh bởi một lớp vỏ có chỉ số khúc xạ thấp hơn, tạo ra điều kiện để ánh sáng được phản xạ toàn phần tại biên giới giữa lõi và vỏ, từ đó duy trì quá trình dẫn truyền ánh sáng trong sợi quang.
Đặc tính này cho phép cáp quang truyền dẫn dữ liệu với tốc độ cao và qua khoảng cách lớn mà không bị suy hao nhiều hoặc bị nhiễu từ các nguồn ngoại vi, đặc biệt so với các phương tiện truyền dẫn truyền thống như cáp đồng. Dữ liệu được mã hóa thành chuỗi các xung ánh sáng, mỗi xung đại diện cho dữ liệu nhị phân 0 hoặc 1, cho phép truyền tải thông tin số qua các khoảng cách lớn với độ chính xác cao. Sự tiến bộ trong công nghệ cáp quang, bao gồm cả phát triển các loại sợi quang mới và các kỹ thuật đa kênh qua phân cực và bước sóng, đã mở rộng đáng kể khả năng và hiệu quả của truyền dẫn quang học, làm cơ sở cho mạng lưới truyền thông hiện đại.

## Phân loại
Phân loại Cáp quang: Gồm hai loại chính:

### Multimode (đa mode)
- Multimode stepped index (chiết suất liên tục): Lõi lớn (100 micron), các tia tạo xung ánh sáng có thể đi theo nhiều đường khác nhau trong lõi: thẳng, zig-zag... tại điểm đến sẽ nhận các chùm tia riêng lẻ, vì vậy xung dễ bị méo dạng.
- Multimode graded index (chiết suất bước): Lõi có chỉ số khúc xạ giảm dần từ trong ra ngoài cladding. Các tia gần trục truyền chậm hơn các tia gần cladding. Các tia theo đường cong thay vì zig-zag. Các chùm tia tại điểm hội tụ, vì vậy xung ít bị méo dạng.

### Single mode (đơn mode)
Lõi nhỏ (8 micron hay nhỏ hơn), hệ số thay đổi khúc xạ thay đổi từ lõi ra cladding ít hơn multimode. Các tia truyền theo phương song song trục. Xung nhận được hội tụ tốt, ít méo dạng.

## Đặc điểm

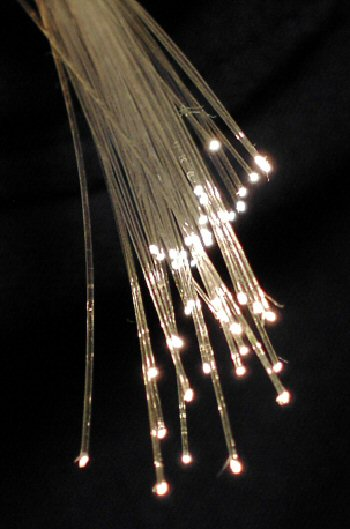
Một bó sợi quang học

- Phát: Một điốt phát sáng (LED) hoặc laser truyền dữ liệu xung ánh sáng vào cáp quang.
- Nhận: sử dụng cảm ứng quang chuyển xung ánh sáng ngược thành data.
- Cáp quang chỉ truyền sóng ánh sáng (không truyền tín hiệu điện) nên nhanh, không bị nhiễu và không bị nghe trộm.
- Độ suy dần thấp hơn các loại cáp đồng nên có thể tải các tín hiệu đi xa hàng trăm km.
- Cài đặt đòi hỏi phải có chuyên môn nhất định
- Cáp quang và các thiết bị đi kèm rất đắt tiền so với các loại cáp đồng

## Ứng dụng

### Multimode
Sử dụng cho truyền tải tín hiệu trong khoảng cách ngắn, bao gồm:
- Step index: dùng cho khoảng cách ngắn, phổ biến trong các đèn soi trong.
- Graded index: thường dùng trong các mạng LAN.

### Single mode
Dùng cho khoảng cách xa hàng nghìn km, phổ biến trong các mạng điện thoại, mạng truyền hình cáp.đường kính 8um,truyền xa hàng trăm km mà không cần khuếch đại.